# No Highway in the Sky
No Highway in the Sky é um filme de drama britânico-estadunidense de 1951 dirigido por Henry Koster e estrelado por James Stewart e Marlene Dietrich. O filme é baseado no romance No Highway de Nevil Shute e foi lançado em 21 de setembro de 1951 pela 20th Century Fox.

## Enredo
Theodore Honey, um engenheiro aeronáutico, foi enviado de Londres a Labrador para examinar os destroços de um novo avião que sua empresa estava projetando. Sua teoria é que as aeronaves são propensas à fadiga do metal após um certo tempo no ar. Um perturbado Haney embarcou no Caribou apenas para perceber que o avião cairia horas após a decolagem. Ele decide avisar a tripulação e cria um incidente independentemente de estar certo ou errado.

## Elenco
- James Stewart como Theodore Honey
- Marlene Dietrich como Monica Teasdale
- Glynis Johns como Marjorie Corder, aeromoça
- Jack Hawkins como Dennis Scott, chefe de metalurgia da RAE
- Janette Scott como Elspeth Honey
- Elizabeth Allan como Shirley Scott
- Ronald Squire como Sir John, diretor da RAE
- Jill Clifford como Peggy, aeromoça

## Recepção
Bosley Crowther, do The New York Times, escreveu uma crítica favorável, observando a "... construção astuta de um enredo incomum e suspense irônico" do filme.